# نینجوبون
نینجوبون (به ژاپنی: 人情本 Ninjōbon)، یک ژانر ادبی پیشامدرن ژاپنی است. این سبک از کتاب‌ها که در اوایل قرن نوزدهم پایه‌گذاری و توسعه یافت، از ژانرهای اولیهٔ شاره‌بون و کوکه‌ایبون مشتق شده و زیرمجموعه‌ای از گه ساکو است. نینجوبون یکی از ژانرهای متعدد ادبیات ژاپن در دوره ادو بود. آثار «نینجوبون» که از ژانر «کتاب‌های آداب و رسوم» سرچشمه می‌گرفتند، معمولاً به عنوان «کتاب‌های احساسی» شناخته می‌شدند. یک تفاوت بزرگ بین این «کتاب‌های احساساتی»، که اغلب به عنوان «کتاب‌های گریه» شناخته می‌شوند، و اسلافشان - کتاب‌های آداب معاشرت - این است که «نینجوبون» بیشتر بر روابط شهوانی تمرکز داشت. این سبک از رمان‌ها بر عشق جوانان تمرکز داشتند و عموماً با هدف جذب خوانندگان زن نوشته می‌شدند؛ برخی از نکات مشترک طرح و مضامین، عشق، خودکشی، روابط، خانواده و غیره بود. طبق کتاب «گلچینی از آثار ادو»، «کتاب‌های احساساتی» به اولین رمان‌های واقع‌گرایانه تمام‌عیار با بخش‌های توصیفی تبدیل شدند».